# Värdeerbjudande
Värdeerbjudande är inom marknadsföring det sätt som ett företag väljer att positionera sin produkt gentemot sina konkurrenter. Värdeerbjudande svarar på kundens fråga ”varför ska jag välja din produkt?". Målet med ett värdeerbjudande är att övertyga kunderna om att värdet på deras produkt är större än själva priset på produkten. Det vill säga att produkten är värd mer än vad kunden faktiskt betalar för, och på så sätt känner kunden att han/hon tjänar på att köpa produkten. För att lyckas med detta gäller det från företagets sida att vara tydlig gentemot sina potentiella kunder. Företagets värdeerbjudande ska besvara frågeställningar som vad det är som säljs, till vem, och varför den potentiella kunden ska välja produkten. I det sistnämnda förklarar företaget för kunden på vilket sätt som deras produkt skiljer sig åt från konkurrenternas. Innan företaget skapar sitt värdeerbjudande bör de undersöka den aktuella marknaden för deras produkt som tar reda på vilka behov som kunderna främst vill få uppfyllda samt vad de är redo att betala för att få dessa behov uppfyllda.
Värdeerbjudanden måste noga anpassas efter olika segment, eftersom konsumenter attraheras av olika erbjudanden på marknaden. Efter en genomförd segmentering väljer företagen ett eller flera segment på marknaden att inrikta sig mot i syfte att tillfredsställa det valda segmentets behov och önskemål på ett optimalt sätt. Effekten av ett lyckat utfört värdeerbjudande blir en ökad försäljning och eftersom resurserna riktas mot ett eller flera segment, och inte hela marknaden, blir strategin mer kostnadseffektiv. Ytterligare en fördel är ökad kundnöjdhet som förhoppningsvis leder till långsiktiga och lönsamma relationer mellan kunderna och företagen.

## Olika typer av värdeerbjudanden

### Mer för mer
Mer för mer innebär att ett företag satsar på att sälja de mest exklusiva produkterna på marknaden eller erbjuda den bästa servicen till ett högt pris för att täcka upp produktionskostnader, upprätthålla varumärkets höga status på marknaden samt uppnå en hög vinstmarginal. Företag som positionerar enligt mer för mer framstår och är således dyrare än sina konkurrenter. De utlovar normalt överlägsen kvalitet, hantverk, hållbarhet, prestanda eller design och tar ut ett lämpligt pris efter det, men i jämförelse med andra produkter på marknaden är skillnaden i pris oftast större än den faktiska skillnaden i kvalitet. Detta är i starkt samband med att mer för mer-produkter kan upplevas ge prestige och symbolisera status, vilket många kunder inom särskilda segment är beredda att betala extra för.

### Mer för samma
Mer för samma innebär att företag erbjuder samma kvalitet som mer för mer-produkter men till ett lägre pris. Enligt denna princip säljer företagen med andra ord en produkt eller tjänst för en lägre summa men med samma höga kvalitet till samma eller en lägre marginal. En lägre marginal medför lägre intäkter per produkt men i denna strategi räknar företag med en ökad försäljning. Denna strategi fungerar därmed som motangrepp mot konkurrenter med mer för mer-produkter i och med att den erbjuder ett lägre pris. 

### Mer för mindre
Mer för mindre är i praktiken den ultimata marknadsstrategin och innebär att erbjuda kunderna en produkt som är av bättre kvalitet än konkurrenterna, och till ett lägre pris.[1] Strategin förklarar att det finns möjlighet för ett företag att kunna bibehålla en sådan marknadsposition på kort sikt, men att det på längre sikt kommer vara svårt att upprätthålla. Det är svårt för företag att erbjuda högre kvalitet med ett lägre pris än konkurrenterna, då högre kvalitet också kostar mer för företaget. Företag har två alternativ, antingen är de billigare än sina konkurrenter men ändå konkurrerar med samma höga kvalitet eller så sänker de kvaliteten på sina produkter till rätt pris. Är de inte nog tydliga med att differentiera sig på marknaden kan de också uppfattas som otydliga och förlora marknadsandelar gentemot allt mer tydliga och fokuserade konkurrerande företag. 

### Samma för mindre
Samma för mindre innebär att företaget säljer likvärdiga produkter som konkurrenterna, men till ett lägre pris. Dessa produkter är mestadels av samma kvalitet men de behöver inte nödvändigtvis vara det. Detta är ett mycket lönsamt erbjudande till de kunder som söker en  fördelaktig affär. Företaget kan sätta ett lägre pris på produkten eftersom betydligt fler konsumenter är villiga att köpa produkten när priset är så pass lågt. Detta leder till att företaget får en ökad försäljning och därmed kan företaget gå med vinst trots lägre försäljningspris.

### Mindre för mycket mindre
Mindre för mycket mindre innebär att företag positionerar sig utifrån konsumenternas låga förväntningar För att ska kunna erbjuda reducerade priser kan de utelämna onödiga tillägg som ger högre kvalitet. En annan strategi för att sänka priset är att dra tillbaka på lokalkostnader så som finare hyllor och en lägre utställd kvantitet. 